# Cuastecomate
Cuastecomate är en ort i Mexiko.   Den ligger i kommunen San Pedro Lagunillas och delstaten Nayarit, i den centrala delen av landet, 600 km väster om huvudstaden Mexico City. Cuastecomate ligger 723 meter över havet och antalet invånare är 810.
Terrängen runt Cuastecomate är varierad. Runt Cuastecomate är det glesbefolkat, med 8 invånare per kvadratkilometer. Närmaste större samhälle är San Pedro Lagunillas, 19,5 km norr om Cuastecomate. I omgivningarna runt Cuastecomate växer huvudsakligen savannskog.